# أ. جي. باترسون
أ. جي. باترسون (بالإنجليزية: AJ Paterson)‏ هو لاعب كرة قدم أمريكي في مركزي الدفاع والوسط، ولد في 31 يناير 1996 في كي لارغو ‏ في الولايات المتحدة. شارك مع منتخب غرينادا لكرة القدم. أما مع النوادي، فقد لعب مع بثلهام ستييل وتشارلستون بيتري.

## وصلات خارجية
- أ. جي. باترسون على موقع الدوري الأمريكي (الإنجليزية)
- أ. جي. باترسون على موقع قاعدة بيانات كرة القدم.إي يو (الإنجليزية)
- أ. جي. باترسون على موقع ناشيونال فوتبول تيمز (الإنجليزية)
- أ. جي. باترسون على موقع Soccerway.com (الإنجليزية)
- أ. جي. باترسون على موقع عالم كرة القدم.نت (الإنجليزية)